# Herren Jesus det dyraste är
Herren Jesus det dyraste är är en psalmtext.

## Publicerad i
- Sions Sånger 1951 nr 70
- Sånger i den laestadianska sångboken Sions Sånger 1981, nr 95 under rubriken "Guds nåd i Kristus".